# メンカラー
メンカラーとは、エジプト第7王朝の初代ファラオである。その統治の実態は知られていない。メンカラーの名は、トリノ王名表の第4列8行のほか、アビュドス王名表の41番目にも刻まれているが、その他に、メンカラーについて言及するものはない。
| スタブアイコン | サブスタブ | この項目は、まだ閲覧者の調べものの参照としては役立たない、人物に関連した書きかけの項目です。この項目を加筆・訂正などしてくださる協力者を求めています（P:人物伝/PJ:人物伝）。 |